# Norbert Wiener
Norbert Wiener, ameriški matematik, * 26. november 1894, Columbia, Misuri, ZDA, † 18. marec 1964, Stockholm, Švedska.
V teoriji in praksi je utemeljil načelo povratne zanke (»Feedback Theory«), ki jo je formaliziral v novo vedo, poimenoval jo je kibernetika. Dva meseca pred svojo smrtjo je prejel na svečani ceremoniji v Beli hiši v Washingtonu Nacionalno medaljo znanosti. Umrl je v Stockholmu na enem od svojih številnih potovanj v Evropo.
Njegov oče, Leo Wiener, je bil priznani zgodovinar, jezikoslovec in pisatelj.

## Otroštvo
Rodil se je v družini očeta Leona Wienerja in matere Berthe Wiener, rojene Khan. Njegov oče je imel velik vpliv nanj že v otroštvu, saj je bil zelo široko razgledan človek. Leo Wiener se je rodil v Ruskem imperiju v Bjelostoku, judovskim staršem. Šolal se je najprej v medicinski šoli Varšavske univerze, vendar ni bil zadovoljen s tem študijem, zato je odšel v Berlin na študij inženirstva. Tudi ta poklic ga ni preveč zanimal, zato je emigriral v ZDA. Leta 1880 je Leo Winer pripotoval v New Orleans, poskušal je delati v raznih poklicih v tovarnah, na farmah, predno je postal učitelj. Posrečilo se mu je, da je v Kansas Cityju dobil službo šolskega učitelja. Znanje več jezikov mu je omogočilo, da je napredoval do profesorja modernega jezika na Univerzi Kolumbija v zvezni državi Missouri. Tukaj je srečal vihravo, živahno dekle Bertho Khan iz nemško-judovske trgovske družine, s katero se je leta 1893 poročil. Norbert se je rodil leta 1894, tedaj je oče Leo presedlal z oddelka modernega jezika na oddelek za francoski in nemški jezik Univerze Kolumbija, vendar je zaradi politike izgubil svoj položaj. Zapustil je Kolumbijo in se z družino preselil v Boston. Tu je imel težave z zaposlitvijo, potrošil je skoraj ves prihranjeni denar, dokler ni končno našel možnosti za poučevanje ter postal inštruktor za slovanske jezike na Univerzi Harvard. Močno si je prizadeval postati profesor na Harvardu, zato je veliko pisal, prevajal in zbral veliko knjig z raznih področij znanosti v svoji domači knjižnici. Mladi Norbert je tako živel v čisto posebnem okolju. V svojem avtobiografskem zapisu je zapisal takole:
Znašel sem se v hiši učenja. Moj oče je bil avtor številnih knjig in, če se česa iz tega časa spominjam, je to glas pisalnega stroja pozno v noč. Imel pa sem polno svobodo odhajati v knjižnico mojega očeta in večjo mestno katoliško knjižnico. Bil sem nenasiten bralec že kot otrok.
Večino znanja za osnovno šolo je tako Norbert pridobil kar doma, z 18 leti je na Harvardu opravil izpite iz angleščine, francoščine, nemščine, španščine, nekaj kasneje še kitajščine, z odličnim znanjem. Poleg jezikov pa se je še posebno zanimal za matematiko, logiko, filozofijo, te discipline je študiral na Cambridgeu v Angliji, filozofijo pa tudi v Göttingenu.

## Njegove zaposlitve
Prva zaposlitev je bila leta 1919 na MIT za inštruktorja matematike, sledilo je napredovanje v docenta leta 1929 in profesorja leta 1931. Njegovo mnenje o tej inštituciji je bilo vedno zelo pohvalno, vedno ga je postavljal mnogo višje kot Harvard. Nekoč je izjavil: »MIT mi je dajal pogum za delo in svobodno mišljenje, kar za Harvard ni mogoče trditi.«
Leta 1926 se je poročil z Margaret Engemann, kmalu po poroki je odpotoval v Evropo, kjer je bil učenec Guggenheima v Göttingenu, njegova žena pa je tam zaključevala učiteljske obveznosti poučevanja modernih jezikov na Juniata kolidžu iz Pensilvanije. Ponovno je potoval v Evropo v šolskem letu 1931/32 in preživel ta čas večinoma v Angliji, vmes pa obiskoval svoje tovariše matematike, Blaschkeja, Mengerja, Franka, Hahna, Artina in Gödla. Cambridge je bila zanj baza, od koder je lahko opravljal obiske na »kontinent«. Poleg matematike se je še posebno zanimal za filozofijo, zanj je bil zelo zanimiv filozof Spinoza in njegova dela o etiki z naslovom Ethica Ordine Geometrio Demonstrata, izšlo leta 1677. Velik vpliv na njegovo delo je kot filozof imel tudi Leibniz.
Pri raziskovanju Brownovega gibanja je Wiener leta 1921 vpeljal pojem funkcionalnega integrala. Razvil je strogo metodo, sedaj znano kot Wienerjeva mera (Wienerjev proces), za dodeljevanje verjetnosti naključni poti delca. Kasneje je podobno pot ubral Feynman z uvedbo druge vrste funkcionalnega integrala, ki je uporaben pri računanju kvantnih značilnosti sistemov. Wienerjevi in Feynmanovi funkcionalni integrali se najbolj razlikujejo v tem ker so lahko definirani za različne razrede funkcij, in v tem da Feynmanova vrsta ni odvisna od mere. Feynmanove integrale je poleg tega težko definirati.

## Wienerjeva književna dela
- Cybernetics, or Control and Communication in the Animal and the Machine izšlo leta 1948,
- The Human Use of Human Beings izšlo leta 1950,
- Ex Prodigy izšlo leta 1953,
- I am Mathemattician izšlo leta 1956,
- Nonlinear Problems in Random Theory izšlo leta 1958,
- God & Golem s komentarjem A Comment on Certain Points Where Cybernetics Impinges on Religion izšlo leta 1964.

## Nagrada Norberta Wienerja
Leta 1967 je bila na MIT v ZDA ustanovljena v spomin na Norberta Wienerja Nagrada za uporabno matematiko.

## Priznanja

### Poimenovanja
Po njem se imenuje krater Wiener na Luni.